# Euphoresia gabonana
Euphoresia gabonana är en skalbaggsart som beskrevs av Moser 1916. Euphoresia gabonana ingår i släktet Euphoresia och familjen Melolonthidae. Inga underarter finns listade i Catalogue of Life.